# Bakaye Traoré
Bakaye Traoré (Bondy, 6 maart 1985) is een Malinees voetballer die bij voorkeur als middenvelder speelt. Hij speelt sinds 2012 bij AC Milan. Die club nam hem transfervrij over van het Franse AS Nancy. Hij komt ook uit voor het Malinees voetbalelftal.

## Clubcarrière
Op 10 juni 2009 verliet de toen 24-jarige Traoré Amiens om een driejarig contract te tekenen bij AS Nancy. Op 17 mei 2012 tekende hij als transfervrije speler een driejarig contract bij AC Milan. Op 26 september 2012 debuteerde hij voor AC Milan in de Serie A tegen Cagliari. In september 2013 werd hij verhuurd aan het Turkse Kayseri Erciyesspor. Toen zijn contract met AC Milan afliep tekende hij bij Bursaspor.

## Interlandcarrière
Traoré is sinds februari 2009 actief als Malinees international. Hij maakte zijn debuut op 24 februari 2009 tegen Angola. Op 24 januari 2012 scoorde hij zijn eerste interlanddoelpunt tegen Guinee op de Afrika Cup 2012.

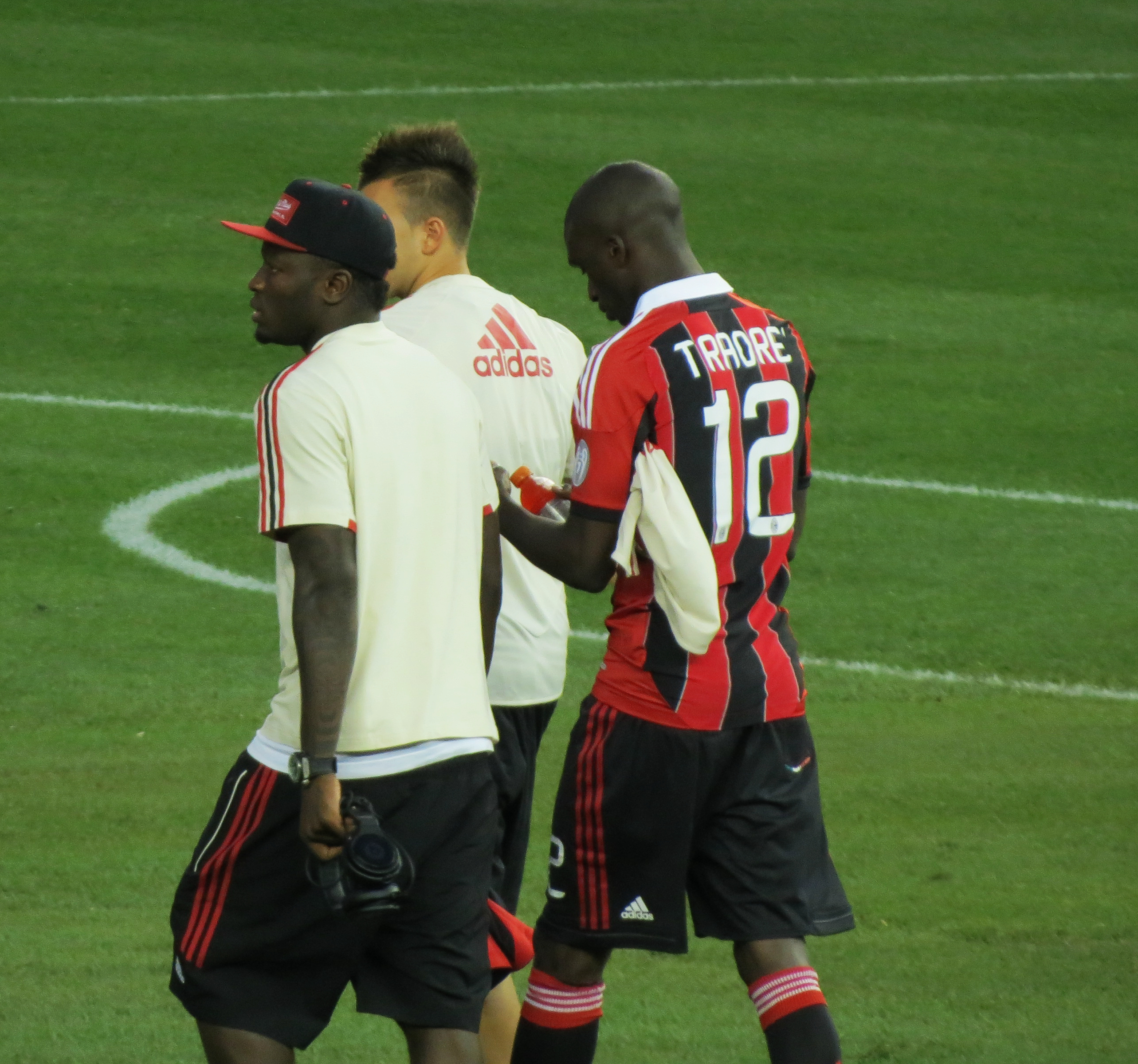
Traoré bij AC Milan met Sulley Muntari (links) en Stephan El Shaarawy (midden)

1 Atağ ·
3 Tazgel ·
4 Ünver ·
5 Velioğlu ·
6 Dalkıran ·
7 Gür ·
8 Özyapı ·
9 Özek ·
10 Demir ·
11 Depe ·
15 Bayrak ·
16 Cengiz ·
17 Yılmaz ·
19 Akçay ·
20 Güney ·
22 Tunalı ·
23 Arıkan ·
25 Kartal ·
27 Yiğit ·
35 Çağıran ·
44 Kayacık ·
48 Dede ·
61 Sakı ·
75 İnanç ·
77 Genç ·
89 Çetin ·
92 Topayan ·
98 Matışlı ·
99 Babaoğlu ·
Coach: Batalla